# Amfibievoertuig

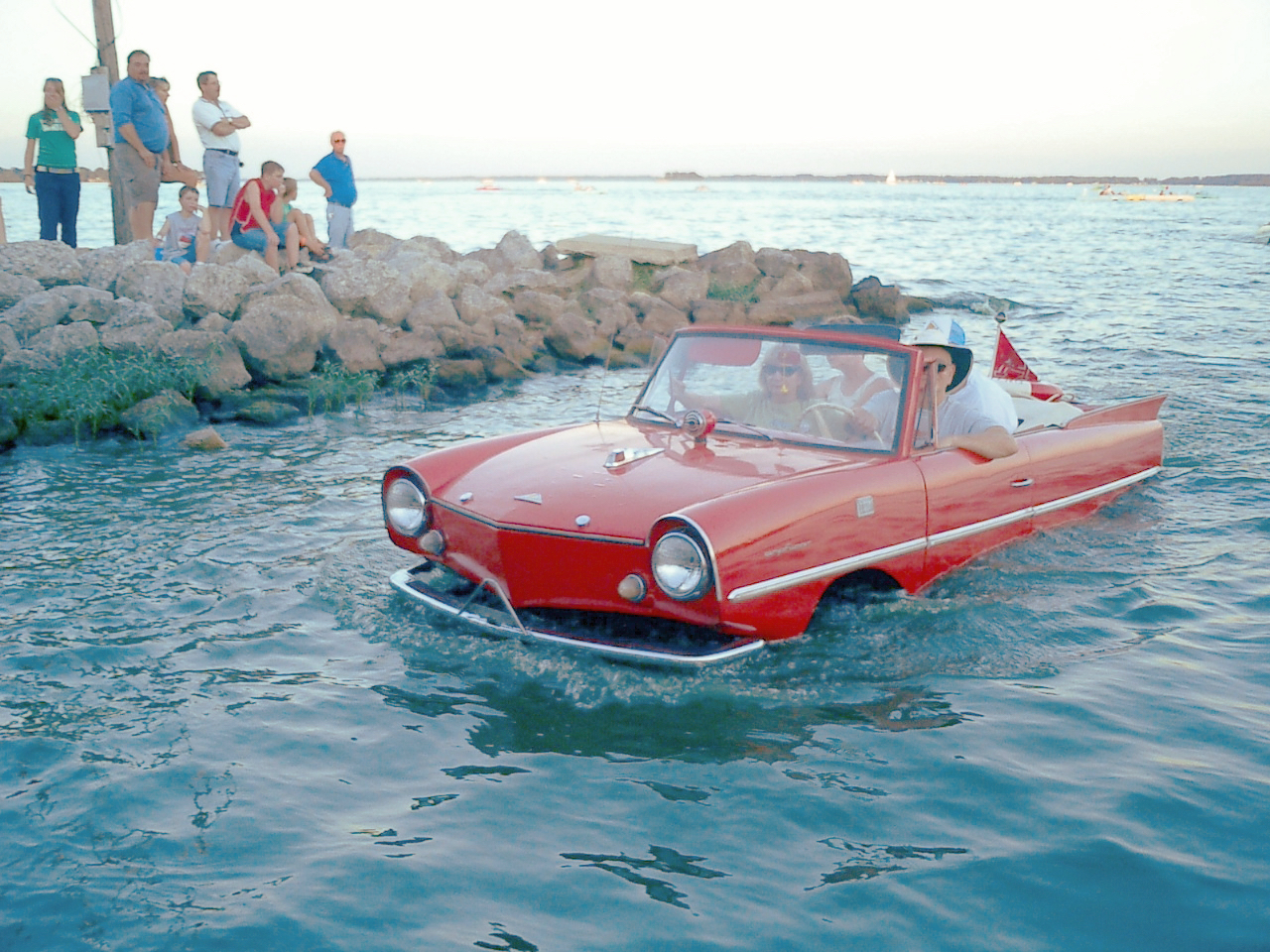
Amphicar 770 in 2005

Een amfibievoertuig is een vervoermiddel of voertuig dat zich zowel over land als over water kan voortbewegen, zoals een amfibie. In deze zin is de term toepasbaar op elk soort voertuig dat gemaakt is voor transport over land en water, groot of klein, motorisch of niet motorisch.
Amfibievoertuigen bestaan derhalve in vele soorten en maten zoals een All Terrain Vehicle of aangepaste auto’s en militaire voertuigen.
In grote lijnen worden amfibievoertuigen opgesplitst in twee groepen; voertuigen die zich voortbewegen op een luchtkussen (hovercrafts) en voertuigen die zich op een andere manier voortbewegen. Die tweede groep is de grootste. Hierbinnen vallen voertuigen die voor verschillende soorten land gemaakt kunnen zijn zoals rotsgrond, moerasgebieden en ijs.
De meeste landvoertuigen kunnen tot amfibievoertuigen worden omgebouwd door ze waterdicht te maken en te voorzien van een aandrijving die ook in het water werkt zoals een schroef of waterjet. Voorwaarde is wel dat het voertuig kan blijven drijven.
Traditionele landingsvaartuigen worden doorgaans niet tot amfibievoertuigen gerekend, hoewel ze wel deel uitmaken van een amfibische landing. Dit omdat ze weliswaar tot bijna op het land kunnen komen, maar zich niet over het land kunnen voortbewegen.

## Geschiedenis
Enkele van de oudste bekende amfibievoertuigen waren amfibische karren. De uitvinding hiervan wordt toegeschreven aan de Italiaanse edelman en uitvinder Raimondo di Sangro. Het eerste amfibievoertuig dat zichzelf kon voortbewegen, was een door stoomkracht aangedreven binnenschip, waaraan wielen waren gemonteerd. Dit schip, de Orukter Amphibolos, werd gebouwd door de Amerikaanse uitvinder Oliver Evans in 1805. Het wordt echter betwijfeld of dit schip echt op eigen kracht over zowel water als land kon reizen.
Het is niet bekend door wie en wanneer het eerste amfibievoertuig met verbrandingsmotor is gemaakt. De ontwikkeling van amfibievoertuigen kwam echter pas na 1899 op gang. Tot 1920 waren dit soort voertuigen vaak niet meer dan boten voorzien van wielen. Na 1920 sloeg men een andere richting in met amfibievoertuigen. Er kwamen meer modellen voor verschillende doeleinden. Vooral militairen en reddingsbrigades waren geïnteresseerd. 

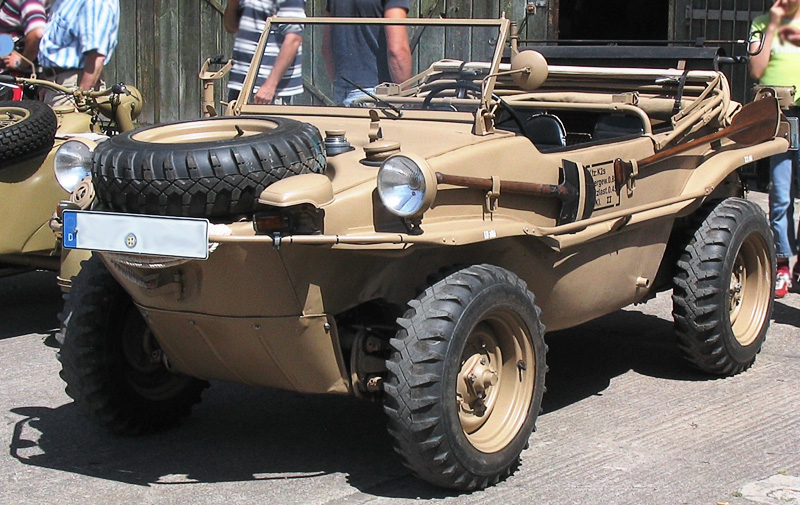
Duitse Schwimmwagen uit de Tweede Wereldoorlog.

De Tweede Wereldoorlog bracht de ontwikkeling van amfibievoertuigen in een stroomversnelling. Een prominent voorbeeld uit deze oorlog is de Duitse Schwimmwagen, ontwikkeld door Porsche. Amfibievoertuigen werden tevens steeds groter en geavanceerder, zoals de Amerikaanse DUKW met zeswielaandrijving (6x6) en een laadvermogen van 3 ton. Een  opvallend groot amfibievoertuig is de LARC-60 met een maximaal laadvermogen van 100 ton. Dit voertuig kwam in de jaren zestig in gebruik.
Het eerste amfibievoertuig voor de particuliere markt was de Amphicar 770 van de Duitse auto-ontwerper Hans Trippel (1908-2001). Tussen 1961 en 1968 werden hiervan 3.878 exemplaren geproduceerd.

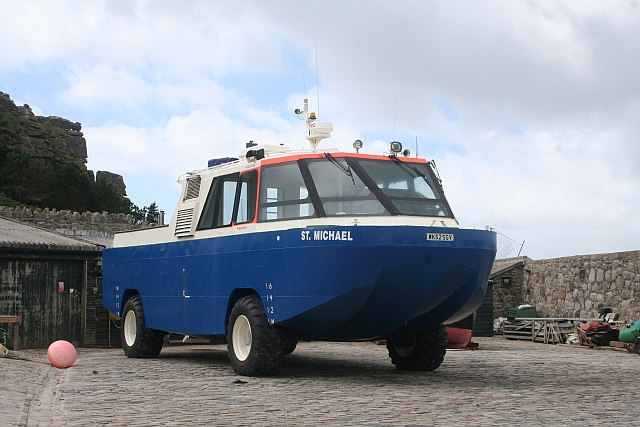
Reddingsvoertuig Sealander Marine Seamaster
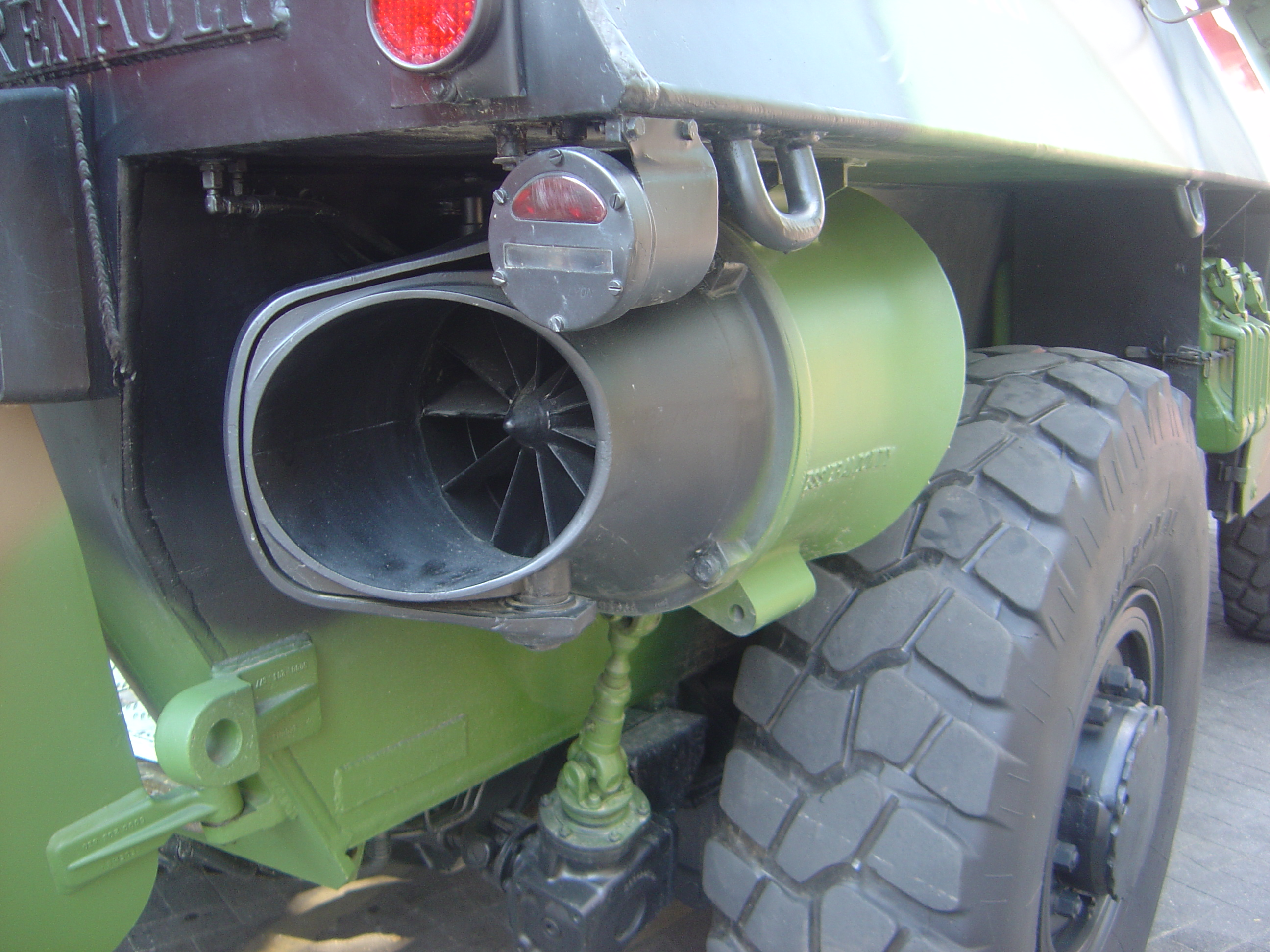
Schroef op een Frans VAB
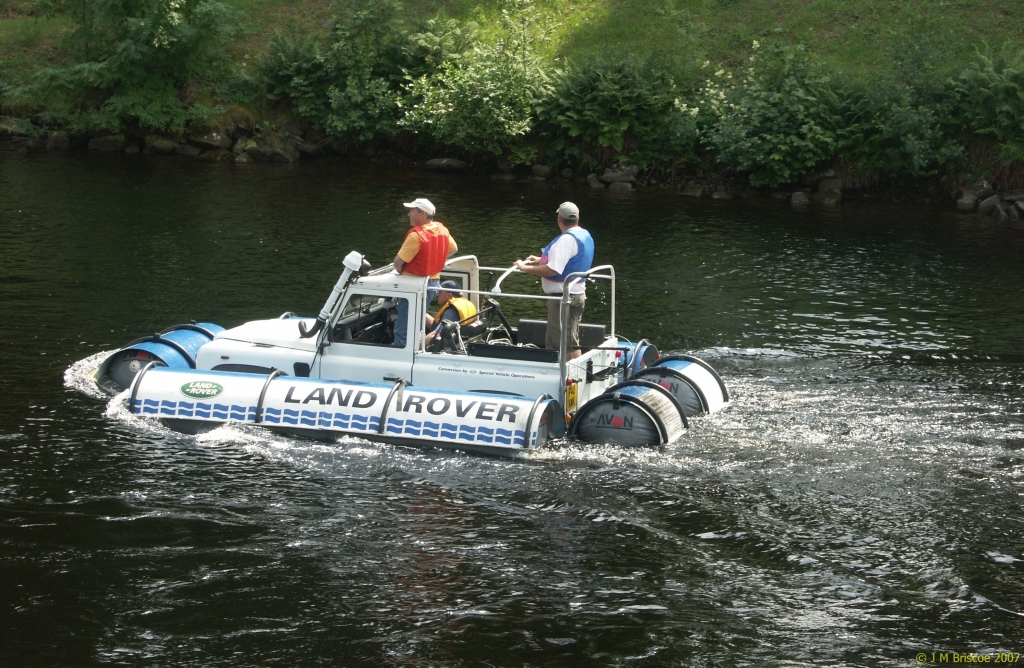
Een amfibievoertuig van Land Rover
- Polygoonjournaal uit 1973. Demonstratie van een Amphibredge, een amfibisch baggerwerktuig bedoeld voor werk in moerassig gebied
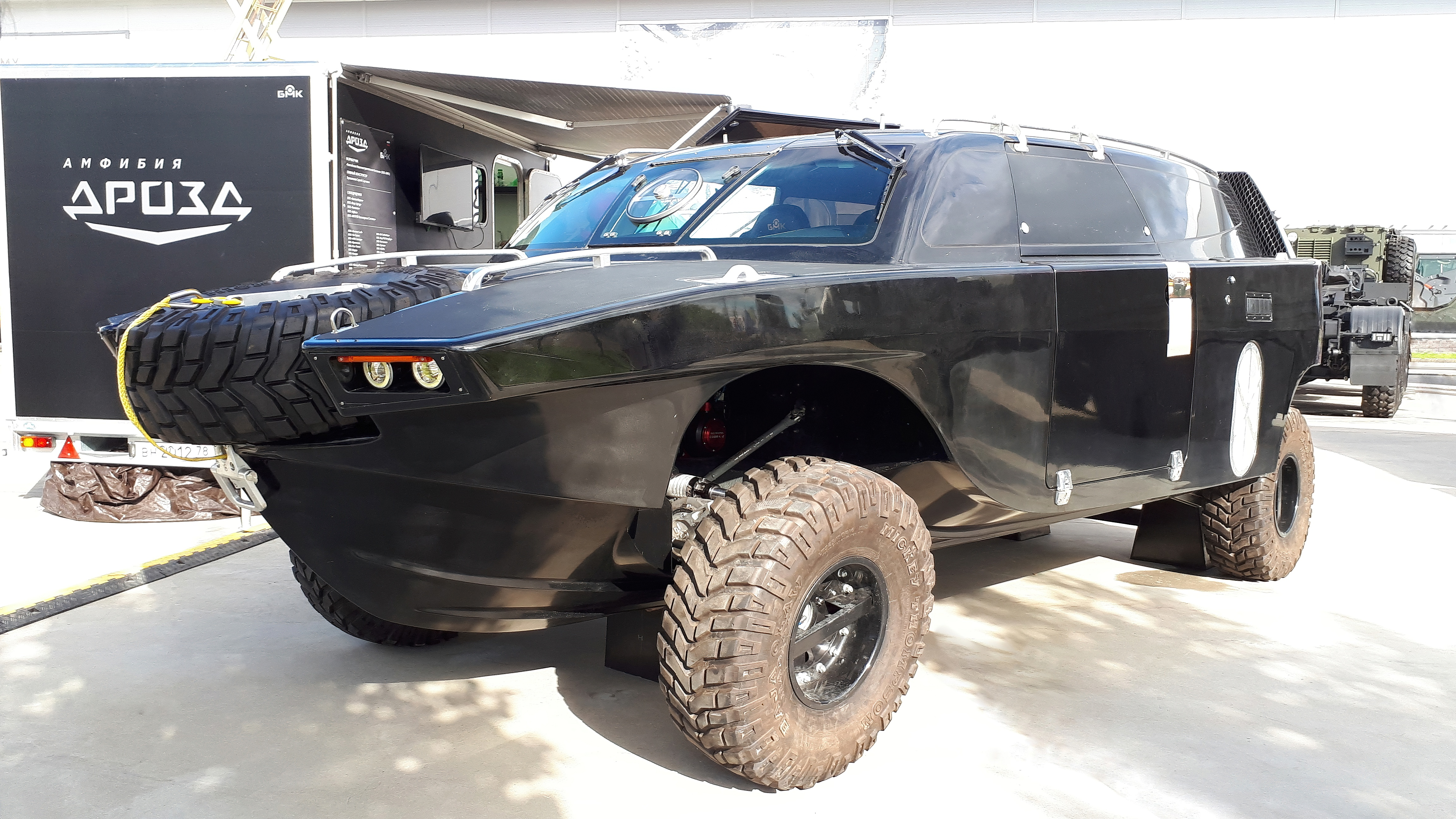
Amfibisch voertuig "Drozd" op de tentoonstelling "Army-2020".
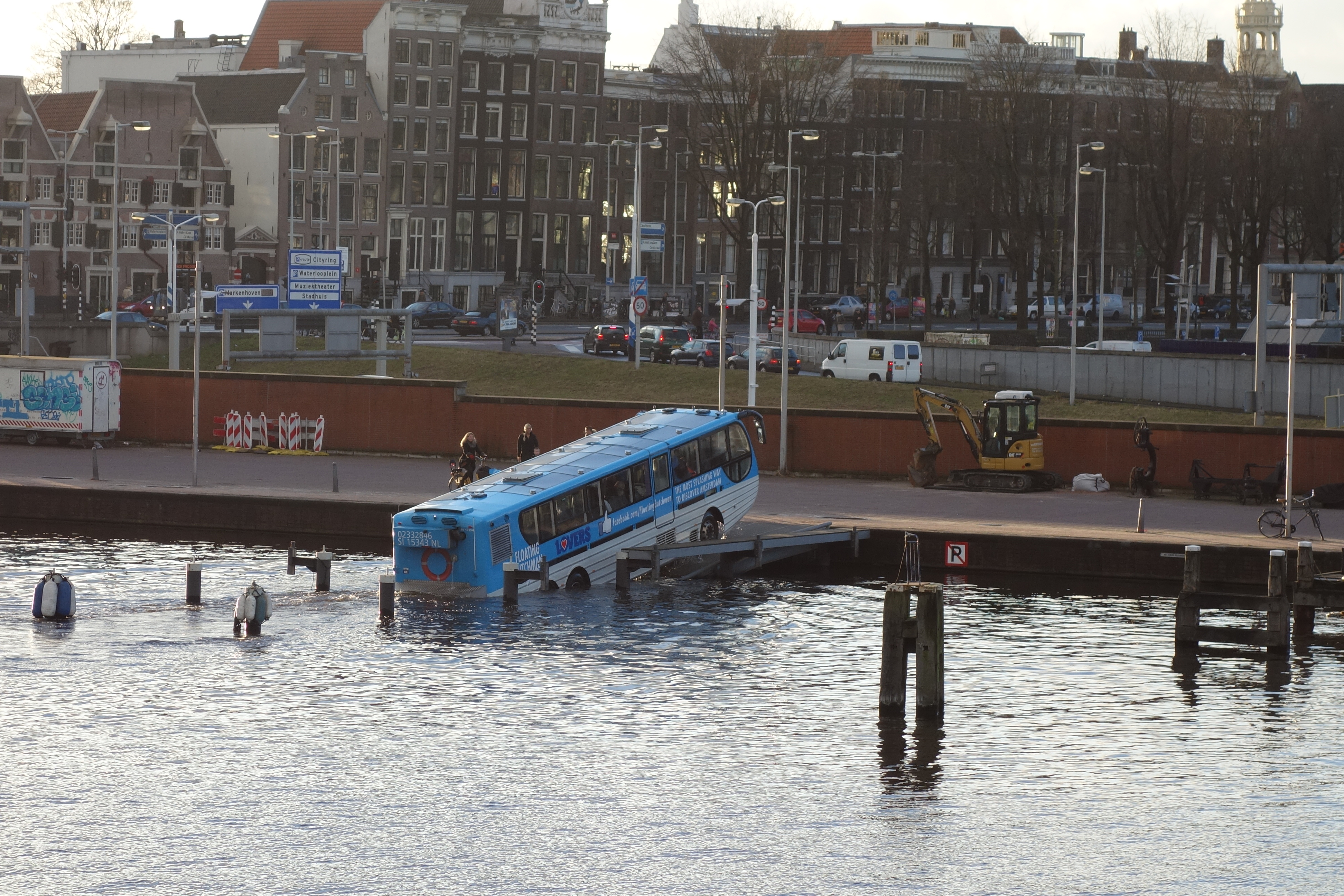
Een amfibische touringcar in Amsterdam (2015)